# Exterminate!
Exterminate! è un singolo del gruppo musicale tedesco Snap!, pubblicato il 7 dicembre 1992 come terzo estratto dal secondo album in studio The Madman's Return.

## Tracce
7" Single
1. Ex-terminator (Album Version) – 5:21
2. Exterminate! (Endzeit 7" Mix) – 4:13

12" Single
1. Exterminate! (Endzeit 12" Mix) – 6:45
2. Exterminate! (A.C.II 12" Mix) – 7:44

CD Maxi
1. Exterminate! (Endzeit 7" Mix) – 4:13
2. Exterminate! (A.C.II 12" Mix) – 7:44
3. Ex-terminator (Album Version) – 5:21

## Classifiche

### Classifiche settimanali
| Classifica (1993)        | Posizione massima |
| ------------------------ | ----------------- |
| Australia                | 50                |
| Austria                  | 9                 |
| Belgio (Fiandre)         | 3                 |
| Danimarca                | 5                 |
| Europa                   | 2                 |
| Finlandia                | 3                 |
| Francia                  | 18                |
| Germania                 | 3                 |
| Grecia                   | 2                 |
| Irlanda                  | 2                 |
| Italia                   | 4                 |
| Norvegia                 | 9                 |
| Nuova Zelanda            | 25                |
| Paesi Bassi              | 5                 |
| Regno Unito              | 2                 |
| Spagna                   | 1                 |
| Stati Uniti (dance club) | 29                |
| Svezia                   | 7                 |
| Svizzera                 | 2                 |

### Classifiche di fine anno
| Classifica (1993) | Posizione |
| ----------------- | --------- |
| Belgio (Fiandre)  | 15        |
| Germania          | 28        |
| Italia            | 24        |
| Paesi Bassi       | 28        |
| Regno Unito       | 38        |
| Svizzera          | 16        |